# Tweedmouth-Affäre
Die Tweedmouth-Affäre (engl. Tweedmouth Affair) war ein von der konservativen Tageszeitung The Times ausgelöster politischer Zwischenfall im Vereinigten Königreich im März 1908. Die Tweedmouth-Affäre ist nach Edward Marjoribanks, 2. Baron Tweedmouth benannt, der als britischer Marineminister eine ihrer Zentralfiguren war, und erlangte vor allem als eine symbolische Wegmarke für die fortschreitende Verschlechterung der deutsch-britischen bilateralen Beziehungen in den letzten Jahren vor dem Ersten Weltkrieg relative Bekanntheit.
Die Tweedmouth-Affäre übte unmittelbaren Einfluss auf die britische – und damit indirekt auch auf die deutsche – Marinepolitik der folgenden Jahre zugunsten einer weiteren Hochschraubung der bereits angelaufenen Rüstungsspirale in dem Sinne aus, dass sie den Ausbau der britischen Flotte und insbesondere die Initiierung des Dreadnought-Programms, eines Rüstungsprogramms, das den Bau neuer einheitlich bewaffneter Großkampfschiffe zum Inhalt hatte, begünstigte. Zudem trug die Angelegenheit dazu bei, die bilateralen Beziehungen zwischen dem Vereinigten Königreich und dem Deutschen Reich sowie insbesondere das Ansehen des deutschen Kaisers, Wilhelm II., der in die Affäre indirekt involviert war, in der britischen Öffentlichkeit zu verschlechtern. In letzterem Zusammenhang wird die Affäre häufig als eine Art Vorspiel zu der im Herbst desselben Jahres folgenden sogenannten Daily-Telegraph-Affäre gesehen, die den Kaiser erneut in den Mittelpunkt britischer Kritik rückte.
Anlass der Tweedmouth-Affäre war ein als Tweedmouth-Brief (Tweedmouth letter) berühmt gewordenes politisches Dokument, ein von dem deutschen Kaiser Wilhelm II. verfasstes persönliches Schreiben an den damaligen britischen Marineminister Baron Tweedmouth, in dem der deutsche Monarch versuchte, auf die britische Marinepolitik Einfluss zu nehmen.

## Die Vorgeschichte der Affäre
Anlass des Tweedmouth-Briefes war die Diskussion des Marinehaushaltes im britischen Unterhaus in den Monaten Januar bis März 1908. In der Debatte scharten sich große Teile der regierenden Liberal Party um die Minister David Lloyd George und Lewis Vernon Harcourt, 1. Viscount Harcourt, die eine Reduktion des Flottenhaushaltes forderten, um die so freiwerdenden Finanzmittel zugunsten von Wirtschaftsinvestitionen und einem Ausbau der Sozialgesetzgebung aufwenden zu können. Gegen diese Forderung führten die rechte Presse und die konservativen Abgeordneten das kurz zuvor, im November 1907, verabschiedete neue deutsche Flottengesetz ins rhetorische Feld. Der deutsche Kaiser, der die britische Debatte als begeisterter Marineenthusiast aufmerksam verfolgte, fühlte sich durch diese Entwicklung und insbesondere durch die Bemerkung von Viscount Esher in der Times, dass die Deutschen und insbesondere er (der Kaiser) über die Entlassung des Admirals John Arbuthnot Fisher, dem Reorganisator der britischen Flotte in den Jahren nach der Jahrhundertwende, entzückt sein würden, veranlasst, aktiv zu werden und selbst in die Diskussion einzugreifen.

## Der Hergang der Affäre

### Der Brief Wilhelms an Tweedmouth

Tweedmouth in historischem Kostüm

Die öffentliche Debatte in Großbritannien bewog Wilhelm II. dazu, einen unbesonnen Schritt zu unternehmen. Ende Februar 1908 (der genaue Tag ist heute nicht mehr eruierbar) verfasste er einen neunseitigen handgeschriebenen Brief an Lord Tweedmouth, der zu diesem Zeitpunkt das Amt des Ersten Lords der Admiralität innehatte. Der Kaiser meinte, auf dem Weg eines persönlichen Briefes den englischen Marineminister noch einmal von seiner Friedensliebe und den rein defensiven Absichten der deutschen Seerüstung überzeugen zu müssen und so auf Tweedmouth Einfluss zugunsten eines „abgespeckten“ Flottenetats ausüben zu können. In diesem Sinne stellte er in seinem Brief ausdrücklich in Abrede, dass Deutschland das Ziel verfolge, durch seinen Flottenbau die britische Überlegenheit zur See herauszufordern.
Tweedmouth – geschmeichelt von der seltenen Ehre, dass ihm als Minister eine derartige Aufmerksamkeit durch einen ausländischen Souverän zuteilwurde – antwortete umgehend und legte mit Einverständnis von Sir Edward Grey, dem damaligen Außenminister, die neuen Naval Estimates (die Entwürfe für den Marineetat) bei, die selbst das Parlament zu diesem Zeitpunkt noch nicht zu Gesicht bekommen hatte. Zudem ging Tweedmouth, von der Ehre des Kaiserbriefes verzückt und in eine Art „kindliche Aufregung versetzt“, mit diesem in seinem Freundeskreis und in seinen Londoner Clubs hausieren. Die Folge war, dass die Presse bald von der Angelegenheit erfuhr. Mit Blick auf die abfälligen Äußerungen des Kaisers über Lord Esher, einen engen Freund des englischen Königs, und insbesondere aus Rücksicht auf Außenminister Grey, dessen Außenpolitik sich auch bei den Konservativen großer Zustimmung erfreute und der durch seine Genehmigung, dem Kaiser die Naval Estimates zu schicken, angreifbar geworden war, erklärten sich die meisten Zeitungen in Übereinstimmung mit Regierung und Opposition bereit, die Sache diskret zu behandeln.
Der Tweedmouth-Brief war das Resultat einer Taktik, die Wilhelm II. und Bernhard von Bülow schon seit einigen Jahren verfolgten. Sie nutzten jede Gelegenheit, privat oder öffentlich die Briten davon zu überzeugen, dass das deutsche Marineprogramm keine feindseligen Absichten gegenüber Britannien enthalte, obwohl die deutsche Botschaft in London immer wieder darauf hinwies, dass gerade diese ständigen Dementis den Verdacht und das Misstrauen nur verstärkten.

### „Under Which King?“ – Die Times bringt die Tweedmouth-Affäre ins Rollen
Die rechte Tageszeitung Times beschloss schließlich jedoch, die Angelegenheit zur Unterstützung der von ihr verfochtenen britischen Seerüstung und als Warnung vor der Politik des deutschen Reiches auszunutzen. Am 6. März veröffentlichte sie einen Brief ihres Korrespondenten Colonel Repington, der unter der Schlagzeile „Under Which King?“ darlegte, dass der Kaiser an Tweedmouth geschrieben hatte und diesen in deutschem Interesse habe beeinflussen wollen. In einem flankierenden Leitartikel unterstützten zudem der Verleger der Times, Buckle, und ihr Herausgeber Chirol, Repingtons Attacke.
Sie argumentierten, dass Wilhelm II. sich die Mühe, einen Brief an Tweedmouth zu schreiben, niemals gemacht haben würde, wenn er etwas anderes als ausschließlich deutsche Interessen im Sinn gehabt hätte. Wenn Wilhelm II. Großbritannien irgendetwas mitzuteilen habe, so ihre Argumentation, das auf ein faires Rüstungsabkommen hinauslaufe, stünden ihm offizielle Kanäle für seine Kommunikation mit der britischen Regierung zur Verfügung. Des Weiteren belehrten sie die Leser, dass keine persönliche Beziehung die Abweichung von regulären Methoden und die Zuflucht zur privaten Einflussnahme entschuldigen könnte. Die Lektion, die Großbritannien aus diesem Zwischenfall zu ziehen habe, sei klar: „If there was any doubt before about the meaning of German naval expansion, none can remain after an attempt of this kind to influence the Minister responsible for our Navy in a discretion favourable to German interests, an attempt, in other word, to make it more easy for German preparations to overtake our own.“
Man unterstellte dem kaiserlichen Schreiben die Absicht, Großbritannien in Sicherheit zu wiegen, damit die deutsche Hochseeflotte kräftemäßig schneller aufholen, mit der britischen Marine gleichziehen oder diese gar überholen könnte, um dann über den geschwächten Gegner herzufallen. Die Intention des Kaisers sei es, für diesen Plan eine günstige Ausgangsposition zu schaffen, indem er durch tückische Besänftigungen wie den Tweedmouth-Brief die Briten in Sicherheit wiegen und sie so dazu zu verleiten, sich nicht für den für die Zukunft geplanten deutschen Angriff zu wappnen, um sie später einmal zu leichteren Opfern zu machen.
England sei nun – so die Schlussfolgerung der Times – dazu verpflichtet für eine adäquate Aufrüstung zu sorgen, und berechtigt, die Veröffentlichung des Briefwechsels zu fordern. In der nun folgenden Woche hielt die Times die Diskussion im Gange, indem sie in erster Linie Leserbriefe druckte, die ihren Standpunkt teilten.

### Das Presseecho der Times-Kampagne
Der Angriff der Times brachte einige sensationelle Schlagzeilen hervor, eine antideutsche Kampagne entstand in ihrem Kielwasser jedoch nicht. Im Gegenteil, fast alle Zeitungen klagten die Times an, durch die Verletzung einer Privatkorrespondenz eine neue Panik schüren und so das bilaterale Verhältnis unnötig trüben zu wollen. Von fünfzehn hauptstädtischen und provinziellen Zeitungen, die sich in die von der Times losgetretene Debatte einschalteten, unterstützten nur zwei konservative Zeitungen – der Evening Standard und der Newcastle Chronicle – die Forderung der Times nach einer Veröffentlichung des Briefwechsels. Der Chronicle nannte Wilhelm zwar „so dangerous a personality in Europe“, dennoch hoben er und der Standard in ihrer Kritik eher auf den impulsive Charakter des Kaisers ab und unterstellten anders als die Times dem Monarchen keine arglistigen manipulativen Absichten.
Die übrigen Zeitungen, allen voran die radikalliberale Presse, konzentrierten sich zuerst auf eine scharfe und vorbehaltlose Verurteilung der Times. Obwohl die meisten Zeitungen konzedierten, dass Wilhelm wieder eine seiner typischen Indiskretionen begangen habe und es klüger gewesen wäre, die traditionellen Wege der Diplomatie zu beschreiten, zog niemand in Zweifel, dass er in guter Absicht und im Sinne einer Verbesserung der deutsch-britischen Beziehungen gehandelt hatte. In der liberalen Presse zeigte sich die Hoffnung auf ein Rüstungsbegrenzungsabkommen recht nachdrücklich. Das Bild, das aber auch von konservativen Organen hier vom Kaiser entworfen wurde, war das eines wenn auch unkonventionellen, so doch fähigen Staatsmannes, der sich nie eines so billigen Tricks wie der Manipulation eines britischen Ministers bedienen würde.

#### Die liberalen Zeitungen
Liberale Zeitungen deuten Wilhelms Aktion als einen Akt der Unbesonnenheit, der leider von übelwollenden Zeitgenossen zur Propagierung ihrer eigenen Ziele ausgenutzt werde. Für die Daily News gehörten deren Unterstellungen einfach in die Gosse, den Ort für „all such gutter publications“. Sie warf der Times die Ausschlachtung von Informationen, die auf unstatthafte Weise erlangt worden waren, sowie völlig unbegründetes Spekulieren vor. Der Versuch, ein Kabinettsmitglied des Hochverrats und den Monarchen eines befreundeten Staates eines infamen Bestechungsversuchs anzuklagen, sei glücklicherweise eine Seltenheit in der Geschichte des britischen Journalismus. Die radikalliberale Wochenzeitung Nation klagte in besonderem Maße die Times betrügerischer Machenschaften bei der Ausschaltung politischer Gegner an: „There is a special cruelty and meanness in characterising a communication which was never intended to see the light...The Times is no longer an organ of first-rate importance in this country, but in Germany it has a character for influence far beyond its true status here.“
Daily Chronicle nannte den Kaiser einen „unconventional Sovereign“, dessen Temperament zwar gezügelt gehöre, dem man aber keine böswilligen Absichten unterstellen dürfe. In Bezug auf den Wilhelm II. unterstellten Beeinflussungsversuch meinte der Marinekorrespondent des Chronicle „The Times in its vehement Teutophobia has magnified a slight incident an distorted it out of all resemblance to the acutal facts.“
Auch die Westminster Gazette stimmte zu, dass es nicht angebracht sei, dass irgendein Souverän mit dem Minister einer anderen Macht korrespondiere. Der deutsche Kaiser sei in seinen Methoden aber eben oft unkonventionell und, wenn er mit der Tradition breche, so könne man in keinem Fall annehmen, dass er sich irgendeines machiavellistischen Angriffs auf die Unschuld und Unabhängigkeit seiner Nachbarn schuldig gemacht habe: Das Naturell des Kaisers, so die Nation, sei wohlbekannt. Er möge ein offener und impulsiver Redner und Schreiber sein, dennoch sei offenkundig, dass er sich seit vielen Monaten darum bemühe, die politischen Beziehungen zwischen Deutschland und Großbritannien zu verbessern. Der Daily Telegraph war überzeugt, dass der Kaiser bemüht sei, ein freundliches und dauerhaftes Einverständnis mit dem Vereinigten Königreich zu begründen, und erkannt habe, wie sehr ein Flottenabkommen diesem Ziel nützen würde. "We do not believe that the German Emperor could be guilty of so treacherous a machination against his country, apart from the bucolic simplicity and gaucherie of the methods employed... it is not improbable, indeed, that the use, which is being made of the letter does the German Emperor a very grave injustice."

#### Die konservativen Zeitungen
Selbst konservative Blätter konnten den Ausführungen der Times nicht folgen und nahmen den Kaiser in Schutz. Die Morning Post vertrat die Ansicht, dass der Kaiserbrief nur geschrieben worden sein könnte "in consequence of a misapprehension, natural enough, of the peculiar position occupied by a British Minister". Man sollte es dabei bewenden lassen, den deutschen Monarchen auf diplomatischem Wege mit der Natur ministerieller Verantwortung in Großbritannien vertraut zu machen. Ähnlich äußerten sich Yorkshire Post und Morning Leader: Sie kritisierten Wilhelms Taktlosigkeit und Unklugheit, schwächten diese Tadel aber gleichzeitig ab, indem sie die Zurechtweisung durch ein Lob ergänzten (etwa indem sie Wilhelm einen "fähigen Staatsmann" hießen), um sie so konzilianter klingen zu lassen.
Sogar aus dem jingoistischen Lager hagelte es bittere Vorwürfe. Die Daily Mail bezeichnete die Anschuldigungen der Times als "neither more or less than a mare's nest" und die gesamte Episode als Komödie. Der Star warf der Times eine "Warmaking conspiracy" vor mit der Absicht, Hass zwischen Deutschland und England zu schüren.

### Das politische Echo des Times-Artikels
Auch im britischen Unterhaus kritisierte man den boshaften und reißerischen Ton des Times-Artikel. Dabei wurde die Angelegenheit um den Tweedmouth-Brief von den Parlamentariern mit großem Takt behandelt. Selbst die Opposition versuchte nicht, parteipolitisches Kapital aus ihr zu schlagen. Wenn oder sofern der Coup der Times den Versuch darstellte, böses Blut zwischen beiden Nationen zu stiften, scheiterte er völlig. Die Frage, warum die britische Presse im März 1908 auf den Manipulationsversuch Wilhelms so gelassen, ja abwiegelnd reagierte, erklärt sich aus den politischen Rahmenbedingungen. Die Friedensbeteuerungen während seines Staatsbesuches in England 1907 und die Hoffnungen der Briten auf eine Abrüstungsabsprache im Sommer waren noch zu fest verwurzelt, wie bereits die zurückhaltenden britischen Reaktionen auf die neuere deutsche Flottennovelle im November 1907 gezeigt hatte, um sie durch einen von der Times hochgespielten Zwischenfall, zunichtemachen zu lassen. Bis zum Oktober 1908 – mit dem Scheitern der Rüstungsgespräche in Kronberg und der Daily-Telegraph-Affäre – trat dann eine große Ernüchterung ein.

## Folgen der Tweedmouth-Affäre
Die unmittelbare Konsequenz der Tweedmouth-Affäre war, dass das deutsch-britische maritime Wettrüsten, das eigentlich beendet werden sollte, ab Frühjahr 1908 sogar noch in gesteigerter Form fortgesetzt wurde. Die Tweedmouth-Affäre war für diese Entwicklung insofern mitverantwortlich, als es der liberalen Regierung nach der Tweedmouth-Affäre und dem öffentlichen Echo zunehmend schwer fiel, sich den konservativen Forderungen nach weiterer Aufrüstung zu widersetzen. Schatzkanzler Asquith gab dementsprechend dem Oppositionsführer Balfour im März 1908 die Zusage, dass die Regierung ein Programm zum Bau von Dreadnought-Großkampfschiffen einleiten werde, um die britische Überlegenheit in dieser Schiffsklasse sicherzustellen.
Esher betonte den direkten Zusammenhang zwischen der Einmischung des Kaisers und der Durchsetzung weiterer Aufrüstung im Parlament: "The Event of the past few days has been a success. Which never would have been obtained but for the Kaiser's letter. So good has come out of evil, if evil it was." Auch Repington gab in seinen Memoiren, an, dass die Times ebendies durch ihre Vorgehensweise habe erreichen wollen (Repington, Vestigia, S. 291) und in einem Artikel vom 12. März nannte er Wilhelms Einmischung ein "Tonkium", das die Minister Eduards VII. vom Irrweg des Pazifismus kuriert und zur vernünftigen Politik der Stärke geführt habe.
Im politischen Establishment Großbritanniens intensivierte die Einmischung Wilhelms in innerbritische Angelegenheiten darüber hinaus das generelle Unbehagen gegenüber dem Kaiser und Deutschland.

## Die Tweedmouth-Affäre im Urteil der Historiker
Der Historiker Rhodri Williams konstatierte in seinem Buch "Defending the Empire", dass der Tweedmouth-Brief "agitated public opinion against Germany and fuelled suspicion of German policy". In ähnlicher Weise äußerte sich der Historiker Paul Kennedy in seinem Standardwerk The Rise of the Anglo-German Antagonism. Reinermann misst in seiner Studie zur Genese des englischen "Wilhelmbildes" der Tweedmouth-Affäre eine eher subkutane Bedeutung bei: Wilhelm sei trotz der Affäre in Großbritannien 1908 zunächst eine überaus populäre Gestalt geblieben. Die Angelegenheit sei erst in der Rückschau unter dem Eindruck des Ersten Weltkrieges und der damit einhergehenden drastischen Negativierung des Wilhelmbildes nachträglich in ein dunkles Licht gerückt worden: Erst Jahre später seien breite Teile der englischen Öffentlichkeit, die dem Kaiser trotz der Affäre 1908 noch aufgeschlossen gegenübergestanden hätten, unter dem Eindruck des Nachfolgenden zu einer düstereren Interpretation der Angelegenheit gelangt.

## Dokumente
Das Original des kaiserlichen Tweedmouth-Briefes wird unter der Kennung "MS Eng hist c264" im Archiv der Bodleian Library (Abteilung: Special Collections and Western Manuscripts) der Oxford University aufbewahrt.